# جیرگوابر (املش)
جیرگوابر، روستایی از توابع و وبخش رانکوه شهرستان املش در استان گیلان ایران است.

## جمعیت
این روستا در دهستان شبخوس‌لات قرار دارد و براساس سرشماری مرکز آمار ایران در سال ۱۳۸۵، جمعیت آن ۸۲۱ نفر (۲۳۰خانوار) بوده‌است.